# Vítejte v Čečensku
Vítejte v Čečensku (v originále Welcome to Chechnya) je americký dokumentární film z roku 2020 o pronásledování gayů a leseb v Čečensku, který režíroval David France. Film měl světovou premiéru dne 26. ledna 2020 na filmovém festivalu Sundance a byl promítán v sekci Panorama na Berlinale.

## Děj
Film sleduje skupinu ruských LGBT aktivistů, kteří se snaží propašovat lesby a gaye z Čečenska, aby jim umožnili opustit Rusko a získat politický azyl v zahraničí.

## Natáčení
Zvláštní obtíž při natáčení vyplynula z potřeby ochránit identitu natáčených osob. Režisér filmu David France nechtěl použít obvyklé techniky, jako je zastírání rysů obličeje nebo natáčení ve tmě. Místo toho byly použity vizuální efekty.

## Ocenění
- Sundance: zvláštní cena americké dokumentární poroty za střih
- Berlinale: Teddy Activist Award pro aktivisty Davida Isteeva, Olgu Baranovou a Maxima Lapunova; Cena diváků Panorama za nejlepší dokument a filmová cena Amnesty International